# Gabriel d'Alençon
 (janvier 2015).
Gabriel Marie Germain d’Alençon, né à Duclair (Seine-Maritime) le 31 décembre 1891 et mort le 21 avril 1956 à Jouarre (Seine-et-Marne), est un facteur d’orgue, organiste et compositeur français.

## Biographie
Ancien élève du lycée Corneille et de la Maîtrise Saint-Evode de Rouen, il apprit la facture d'orgues dans la maison Merklin-Gutschenritter et devient Maître-Organier en Autriche, où il restaura notamment l'orgue historique à la basilique abbatiale de Klosterneuburg.
Outre de nombreux écrits et compositions, Gabriel d'Alençon a laissé plusieurs restaurations d’orgues, dont la reconstruction en 1933 des grandes orgues historiques de Rozay-en-Brie. L’instrument, jugé « irréparable » en 1900, par le facteur belge Charles Anneessens qui proposa de remplacer l’orgue par un instrument neuf, a été reconstruit de 1930 à 1933 par Gabriel d’Alençon.
En 1939, il réalise l'orgue de l'église Saint-Vincent-de-Paul à Sotteville-lès-Rouen.
Il a également effectué des travaux sur les tempéraments, et en particulier une note à l’Académie des Sciences, présentée à la séance du 22 novembre 1948, « vers l’unification des gammes inscrites au Recueil des Constantes physiques ». Il donne naissance à la gamme « à tempérament infinitésimal », qui permet moyennant l’unification des deux sortes de comma (comma de Pythagore et comma diatonique), la création du « Grand Système Parfait ». Il construit pour présenter son tempérament un orgue diacommatique.
Ses nombreuses publications dans « La Petite Maîtrise » de la Schola Cantorum, où il enseigna de 1935 à 1939, donnent lieu à un recueil intitulé L’orgue et l’organiste liturgiques paru en 1998 (éd. du Bérange, collections « les Introuvables de l’orgue »).
Il meurt d’une embolie le 21 avril 1956.